# Zacapa
Zacapa è un comune del Guatemala, capoluogo del dipartimento omonimo.
L'abitato venne fondato all'epoca della colonizzazione spagnola, mentre l'istituzione del comune è del 10 novembre 1871.
Situata sulle rive del fiume Motagua è localmente nota per la produzione di sigari, derivati della canna da zucchero e formaggi con i quali viene preparato un dolce caratteristico.
Nella città si produce anche un rum invecchiato chiamato Ron Zacapa Centenario molto apprezzato dagli intenditori.